# Edward Dajczak

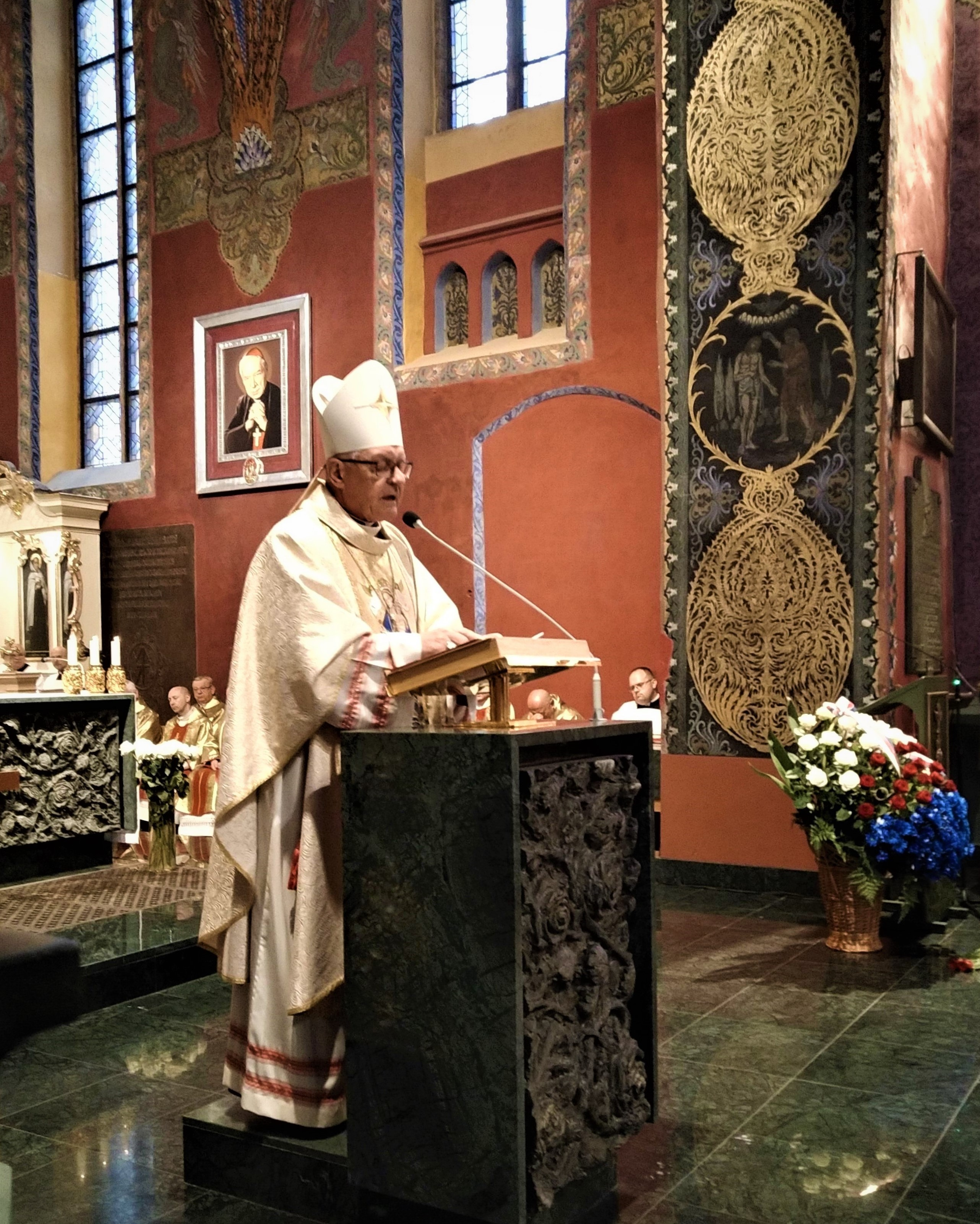
Dajczak im Jahr 2022

Wappen als Bischof von Koszalin-Kolobrzeg

Edward Dajczak (* 16. Februar 1949 in Świebodzin, Polen) ist ein polnischer Geistlicher und emeritierter römisch-katholischer Bischof von Koszalin-Kolobrzeg (dt. Köslin-Kolberg).

## Leben
Nach Grundschule und Gymnasium besuchte Edward Dajczak das Priesterseminar in Gościkowie-Paradyz. Am 15. Juni 1975 empfing er von Bischof Wilhelm Pluta in der Kathedrale St. Marien in Gorzów die Priesterweihe. Nach mehreren Vikarstellen wurde er 1985 als Caritas-Direktor in das Domkapitel berufen. Von 1986 bis 1988 war er Sekretär des Bischofs Józef Michalik. Anschließend war er Subregens und Regens des Priesterseminars.
Am 15. Dezember 1989 ernannte ihn Papst Johannes Paul II. zum  Titularbischof von Azura und zum Weihbischof im Bistum Zielona Góra-Gorzów. Die Bischofsweihe empfing er am 6. Januar 1990 in Rom vom Papst selbst. Mitkonsekratoren waren Kurienkardinal Giovanni Battista Re und Erzbischof Miroslav Stefan Marusyn, Sekretär der Kongregation für die Orientalische Kirche.
Am 23. Juni 2007 ernannte Papst Benedikt XVI. Dajczak zum Bischof von Koszalin-Kolobrzeg. Die Amtseinführung in der St.-Marien-Kirche, Kathedrale in Koszalin erfolgte am 11. August 2007 und am darauffolgenden Tag in der Konkathedrale Mariä Himmelfahrt in Kolobrzeg.
Papst Franziskus nahm am 2. Februar 2023 seinen vorzeitigen Rücktritt an. Edward Dajczak hatte sein Rücktrittsgesuch mit Depressionen und Angstzuständen begründet und riet Menschen mit ähnlichen Problemen, sich Hilfe zu suchen.

## Wappen und Wahlspruch

### Weihbischof in Gorzów
Der Wappenschild zeigt auf rotem Feld ein weißes Christus Monogramm und darunter das M aus dem Wappen Papst Johannes Paul II.
Hinter dem Schild stehend das Bischofskreuz, darüber der grüne Galero (Bischofshut) mit den jeweils sechs herunterhängenden grünen Quasten (fiocchi).
Sein Wahlspruch Esse in Christo (Sein in Christus) – Leben in Christus.

### Bischof von Koszalin-Kolobrzeg
Der Wappenschild dreigeteilt zeigt rechts sein persönliches Wappen (Titularbischof von Azura). Links auf blauem Grund zwei goldene Hirtenstäbe und darüber eine goldene Mitra, ein Hinweis auf die Christianisierung und der Bischofssitz in Kolberg seit dem dreizehnten Jahrhundert.
Unten auf blauem Grund stilisierte weiße Wellen. Der Lebensraum Ostsee, ein Symbol das viele Bischöfe auch im Baltikum in ihren Wappen führen.
Hinter dem Schild Bischofskreuz und Bischofshut, darunter im Schriftband der Wahlspruch.